# Lijst van sjahs van de Kadjaren-dynastie

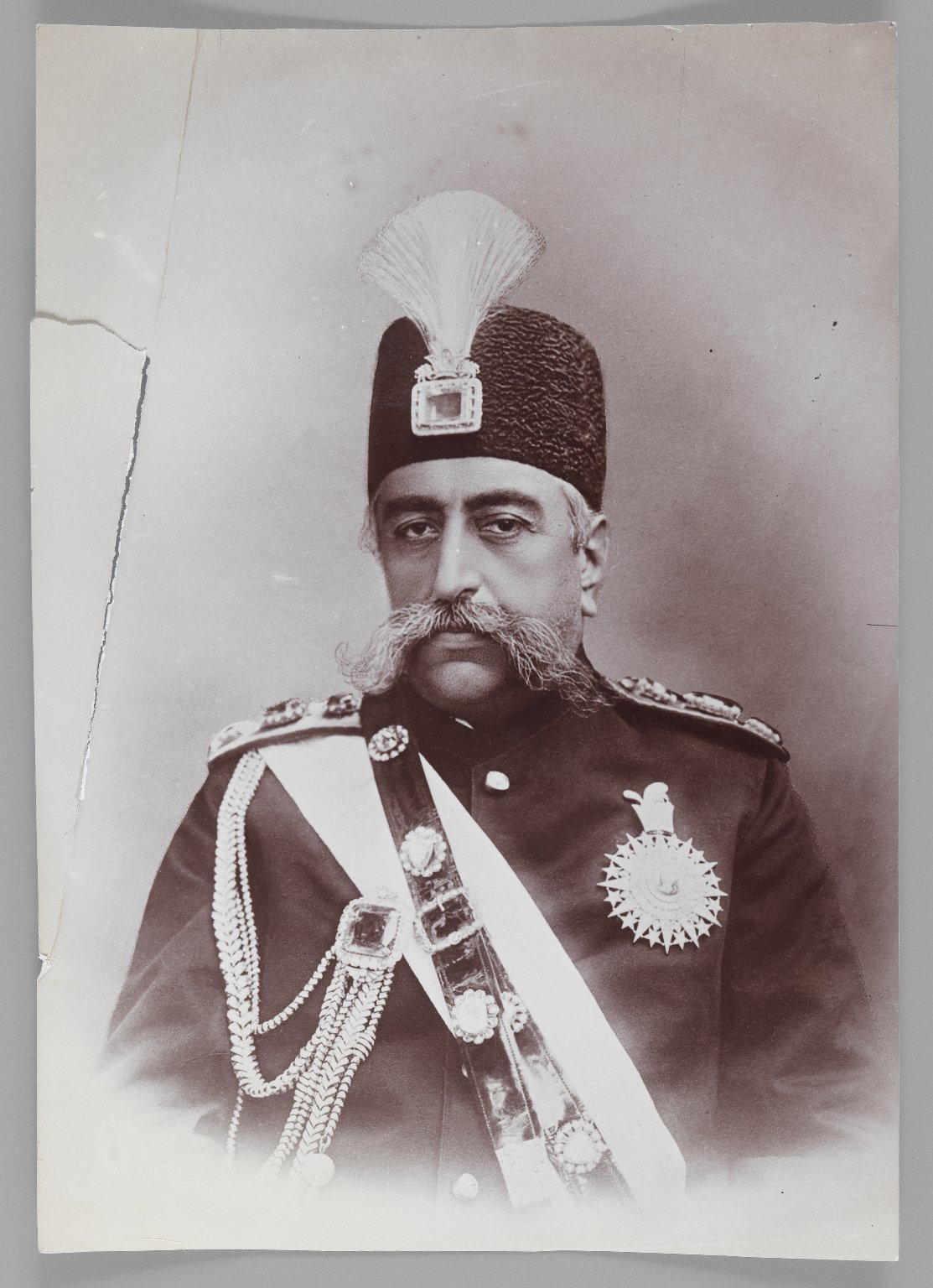
Mozaffar ed-Din Kadjar in kroningsregalia, tussen 1896 en 1907

Dit is een lijst van sjahs van de Kadjaren-dynastie in Perzië/Iran.

## Sjahs van de Kadjaren-dynastie (1786-1925)
| Monarch | Monarch                               | Regeringsperiode |
| ------- | ------------------------------------- | ---------------- |
|         | Agha Mohammed Khan Kadjar             | 1786-1797        |
|         | Sjah Fath'Ali Kadjar (1771-1834)      | 1797-1834        |
|         | Mohammed Kadjar (1808-1848)           | 1834-1848        |
|         | Ali Kadjar (in opstand)               | nov.-dec. 1834   |
|         | Hossein Ali Kadjar (in opstand)       | 1834-1835        |
|         | Mohammed Kadjar (1808-1848)           | 1834-1848        |
|         | Naser ed-Din Kadjar (1831-1896)       | 1848-1896        |
|         | Mozaffar ed-Din Kadjar (1853-1907)    | 1896-1907        |
|         | Mohammed Ali Kadjar (1x)              | 1907-1909        |
|         | Soltan Ahmad Kadjar                   | 1909-1925        |
|         | Ali Reza Khan-e Kadjar (regent)       | 1909-1910        |
|         | Nasir al-Mulk (regent)                | 1910-1914        |
|         | Mohammed Ali Kadjar (2x) (in opstand) | juni-juli 1911   |
|         | Prins Mohammed Hassan Mirza (regent)  | 1924-1925        |